# Elpistostege watsoni
L'elpistostege (Elpistostege watsoni), noto anche come elpistostega, è un tetrapodomorfo estinto. Visse nel Devoniano superiore (circa 360 milioni di anni fa); i suoi resti sono stati ritrovati in Quebec (Canada), nella ben nota formazione Escuminac.

## Descrizione
Lungo circa un metro, questo animale doveva possedere un aspetto intermedio tra quello dei pesci e quello degli anfibi; il corpo era lungo e piatto, simile a quello dei tipici pesci crossotterigi (come Eusthenopteron), ma il cranio era già molto simile a quello di un vertebrato terrestre. Le pinne non sono note attraverso resti fossili, ma è lecito supporre che fossero simili a quelle carnose di animali simili come Panderichthys; forse erano già simili a zampe, come quelle di Tiktaalik. L'elpistostege doveva essere un formidabile predatore, stando alla ricostruzione del cranio munito di denti acuminati e di grandi fauci. Rispetto a Panderichthys, l'elpistostege era dotato di un muso più allungato, di orbite più piccole e arrotondate e di differenti proporzioni delle ossa dermiche nel cranio.

## Classificazione
Il primo fossile di questo animale (una volta cranica parziale) fu ritrovata nel 1938 e venne descritta da Thomas Stanley Westoll come appartenente a un antico anfibio. La scoperta di nuovi fossili, nel corso degli anni '70 e '80, permise di riconoscere la vera natura di Elpistostege: le vertebre e le ossa dermiche presenti nel cranio erano molto simili a Panderichthys, un pesce dalle pinne lobate rinvenuto in Lettonia. La ridescrizione dell'elpistostege ad opera di Hans-Peter Schultze e Marius Arsenault dimostrò che questo animale esibiva caratteristiche intermedie tra i pesci tristicotteridi (come Eusthenopteron) e i primi tetrapodi (come Ichthyostega), si tratterebbe dunque di una forma transizionale tra questi due gruppi. Secondo un più recente lavoro di Per Ahlberg, l'elpistostege sarebbe più evoluto di Panderichthys.

## Habitat
L'elpistostege è un membro della famosa fauna di Miguasha, rinvenuta nella formazione Escuminac del Quebec. A lungo ritenuto un deposito lacustre, questo sito è ora considerato il resto di un antico estuario. In queste acque era presente un'insolita quantità di vertebrati, il più noto dei quali era il pesce dalle pinne lobate Eusthenopteron foordi. Altri membri di questa fauna erano Escuminaspis (un agnato corazzato), Endeiolepis ed Euphanerops longaevus (simili agli anaspidi), i placodermi Bothriolepis e Plourdosteus, l'acantode Diplacanthus, un antico pesce osseo (Cheirolepis) e altri tre pesci dalle pinne carnose (il porolepiforme Holoptychius, il celacanto Miguashaia e il dipnoo Scaumenacia).